# Abacetus quadratipennis
Abacetus quadratipennis là một loài bọ chân chạy thuộc phân họ Pterostichinae. Loài này được W.J.Macleay mô tả lần đầu năm 1888.